# Paweł Tuchlin
Paweł Alojzy Tuchlin (ur. 28 kwietnia 1946 w Górze, zm. 25 maja 1987 w Gdańsku) – polski seryjny morderca o kryptonimie milicyjnym Skorpion. Skazany na karę śmierci i powieszony za zabójstwo 9 kobiet oraz usiłowanie dalszych 11 zabójstw, których dokonał w latach 1975–1983.

## Dzieciństwo i okres młodości
Paweł Tuchlin był synem Bernarda, nadużywającego alkoholu rolnika, i Moniki z domu Weier; urodził się jako ósme dziecko spośród jedenaściorga rodzeństwa. Przez oboje rodziców był surowo traktowany. Moczył się jeszcze jako nastolatek, o czym wiedzieli wszyscy mieszkańcy wsi. Tuchlin mówił w sądzie:

Moja choroba polegała na tym, że moczyłem się w nocy podczas snu. A jedynym wtedy dostępnym lekarstwem dla mnie w domu była „pyda”, splot rzemieni. Gdy się rano wstawało, to matka albo ojciec sprawdzali moje łóżko. Kiedy było mokre, to dostawało się porcje pydą „lekarstwa”. Następnego dnia scena ta się powtarzała, bo ojciec był zdania, że ja leję w łóżko złośliwie lub też z lenistwa. /../ Była niechęć do mnie, a już zwłaszcza kiedy tato sobie wypił, co nierzadko mu się zdarzało. Wtedy nie było już Pawła, był tylko „dujcok” „sikacz” „śmierdziel”. Z tej przyczyny nie dostawałem np. pieniędzy na kino. /.../ Potem podrastało się, od czasu do czasu była jakaś zabawa w świetlicy, poszło się, ale to wszystko dalej szło za mną. Chciało się zatańczyć, dobrze, idziesz, prosisz dziewczynę, a ona cię zna, to jej, nie wiem, ale chyba wstyd było tańczyć z takim, który moczy się, mówi: śmierdzi, nie chcę z tobą tańczyć, czy coś w tym rodzaju. Koledzy, koleżanki, wszystko się śmiało.

Służbę wojskową zakończył po kilku miesiącach, gdy okazało się, że ma uszkodzony słuch.
Tuchlin uciekł do Gdańska, uzyskał zawód kierowcy, a następnie ożenił się. W tym okresie był już karany za drobne kradzieże. Odbywał wyrok w okresie od 20 grudnia 1976 r. do 28 czerwca 1979 r. Jakiś czas później Tuchlin rozwiódł się i ponownie ożenił z Reginą. Sąsiedzi opisywali go jako spokojnego, stabilnego, zaradnego, troszczącego się o żonę i dwoje dzieci. Był zamknięty w sobie. W tym czasie miał problemy z pohamowaniem popędu płciowego, uprawiał ekshibicjonizm.

## Seria zabójstw na tle seksualnym
Paweł Tuchlin atakował swoje ofiary na terenie Gdańska, w okolicach Starogardu Gdańskiego, Skarszew, Tczewa, a także na obszarze ówczesnego województwa elbląskiego i bydgoskiego. Najmłodsza z jego ofiar miała 18 lat, najstarsza zaś 35 lat.
Lista ofiar śmiertelnych:
| Lp. | Imię N.      | Wiek | Data morderstwa   | Miejsce morderstwa |
| --- | ------------ | ---- | ----------------- | ------------------ |
| 1.  | Irena H.     | 18   | 9 listopada 1979  | Niestępowo         |
| 2.  | Anastazja E. | 30   | 1 lutego 1980     | Gdańsk             |
| 3.  | Alicja M.    | 35   | 29 kwietnia 1980  | Skowarcz           |
| 4.  | Cecylia G.   | 22   | 17 września 1980  | Lubiki             |
| 5.  | Grażyna S.   | 22   | 19 listopada 1980 | Kamionka           |
| 6.  | Wanda K.     | 31   | 11 grudnia 1980   | Gdańsk             |
| 7.  | Halina P.    | 19   | 14 listopada 1981 | Gdańsk             |
| 8.  | Bożena S.    | 24   | 8 grudnia 1982    | Skarszewy          |
| 9.  | Jolanta K.   | 19   | 6 maja 1983       | Narkowy            |

## Śledztwo, aresztowanie, obserwacja psychiatryczna, proces i wyrok

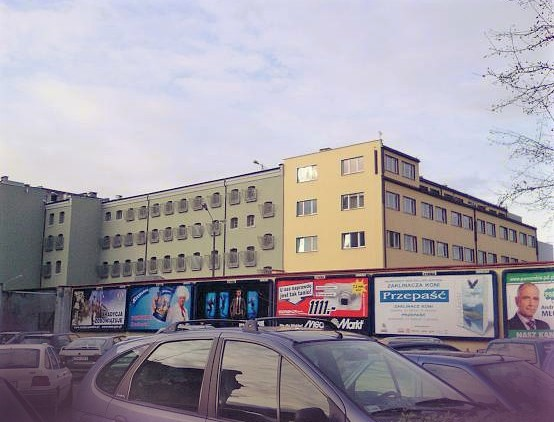
Budynek Aresztu Śledczego w Gdańsku

Milicja mogła ująć sprawcę już w listopadzie 1979 r. Pod Gdańskiem zaatakował 18-letnią Irenę H., a w rzece Raduni obok miejsca napadu zgubił narzędzie zbrodni – młotek. W metalu był wybity napis ZNTK, czyli Zakłady Naprawcze Taboru Kolejowego. Milicja otrzymała listę osób pobierających narzędzia, ale nie było na niej Tuchlina. Pomijając fakt, iż nie był on jeszcze dopisany do listy pracowników ZNTK, formalnie nie miał on wówczas uprawnień do posiadania młotka, ponieważ zatrudniony był jako kierowca wózka akumulatorowego. Przesłuchali każdego, kto miał odnotowane, że pobrał młotek – wszyscy mieli wiarygodne alibi. W ZNTK Tuchlin przepracował jedynie dwa tygodnie.
Obuch młotka był starannie owinięty bandażem, ponieważ, jak później wyjawił morderca, młotek ziębił go w brzuch, gdy nosił go w spodniach szukając ofiar.
6 stycznia 1983 roku w Komendzie Wojewódzkiej została powołana specjalna grupa pod kryptonimem „Skorpion”, składająca się z 11 osób.
Paweł Tuchlin został zatrzymany 31 maja 1983 r. w wieku 37 lat, pod pozorem podejrzenia o kradzież drewna i parnika. W czasie przeszukania w jego gospodarstwie znaleziono między innymi ukryty w bagażniku samochodu Warszawa o numerze rejestracyjnym GDM 1418 młotek, na którego trzonku znajdowała się krew ofiar.
„Tuchlin przez pół roku przebywał na obserwacji psychiatrycznej w Szczecinie, postrzegany był jako miły i uczynny. Odkrył w sobie uzdolnienia plastyczne, wygrał nawet konkurs na lepienie rzeźb z chleba. To dobre tworzywo, wymieszany ze śliną chleb daje się znakomicie formować, a potem zastyga w kształcie, jaki mu nadano. Tuchlin wykonał w ten sposób trzy makiety pochwy, ozdobił je nawet naturalnym włosiem. Zakochał się w pani doktor psychiatrii, zaczął pisać do niej listy, żeby nie lekceważyła go, bo dopiero przy nim może poznać, co znaczą słowa „prawdziwy mężczyzna”. Jedną z tych pochw podarował jej w prezencie. Pani doktor doznała rozstroju nerwowego”.
W toku śledztwa Paweł Tuchlin przyznał się do 10 zabójstw i 11 usiłowań. Jak sam twierdził w czasie przesłuchania, mordował, by poczuć się lepiej. Na rozprawie odwołał jednak zeznania twierdząc, że do przyznania się zmusili go funkcjonariusze MO. Sąd Wojewódzki w Gdańsku, wyrokiem z dnia 5 sierpnia 1985 r., skazał Pawła Tuchlina za 9 zabójstw i 11 usiłowań popełnienia morderstwa na karę śmierci. Sąd Najwyższy utrzymał wyrok w mocy, a Rada Państwa nie skorzystała z prawa łaski. Wyrok przez powieszenie wykonano 25 maja 1987 r. w areszcie śledczym w Gdańsku przy ulicy Kurkowej 12. Oficjalnie pochowany został na cmentarzu w Pieniążkowie, gmina Gniew, nieoficjalnie zaś na gdańskim cmentarzu Łostowickim w jednej z kwater NN. Według mecenasa Marka Maja, obrońcy Tuchlina na etapie śledztwa, grabarze przed zamknięciem wieka oddali mocz do trumny”.